# إيثيل أمين
إيثيل الأمين هو مركب عضوي له الصيغة الجزيئية CH3CH2NH2. وهو غاز عديم اللون يمتلك رائحة شبيهة برائحة الأمونيا. وهو قابل للامتزاج والاختلاط عمليا مع كل المذيبات وهو قاعدة ضعيفة، كما هو الوضع المثالي للأمينات. وهو يستخدم بشكل واسع في الصناعة الكيميائية والتكوين العضوي.
pKa (للصيغة التي اكتسبت بروتونا) = 10.7